# The Neon Remixed
The Neon Remixed es un disco de remezclas del dúo británico de synthpop Erasure. Este álbum, se lanzó el 30 de julio de 2021, contiene remezclas del álbum The Neon, el cual fue editado un año antes. Incluye un nuevo tema, llamado "Secrets". El álbum alcanzó la posición 33 del ranking británico y la ubicación número 6 del ranking escocés.

## Lista de temas
| The Neon Remixed cd 1 |                                                                                  |               |          |  |
| N.º                   | Título                                                                           | Escritor(es)  | Duración |  |
| 1.                    | «Secrets»                                                                        | (Clarke/Bell) | 3:48     |  |
| 2.                    | «Hey Now (Think I Got A Feeling)» (Hifi Sean Remix)                              | (Clarke/Bell) | 6:29     |  |
| 3.                    | «Nerves of Steel» (Andy Bell & Gareth Jones' Sapphire and Steel Mix)             | (Clarke/Bell) | 8:45     |  |
| 4.                    | «Fallen Angel» (Saint Remix)                                                     | (Clarke/Bell) | 5:45     |  |
| 5.                    | «No Point in Tripping» (John “J-C” Carr & Bill Coleman 808 BEACH Extended Remix) | (Clarke/Bell) | 6:07     |  |
| 6.                    | «Shot a Satellite» (GRN Extended Remix)                                          | (Clarke/Bell) | 4:42     |  |
| 7.                    | «Tower of Love» (BSB’s Stella Polaris Remix)                                     | (Clarke/Bell) | 8:35     |  |
| 8.                    | «Diamond Lies» (Armageddon Turk Extended Remix)                                  | (Clarke/Bell) | 4:00     |  |
| 9.                    | «New Horizons» (Matt Pop Extended Remix)                                         | (Clarke/Bell) | 4:12     |  |
| 10.                   | «Careful What I Try to Do» (Brixxtone Extended Remix)                            | (Clarke/Bell) | 4:35     |  |
| 11.                   | «Kid You’re Not Alone» (Theo Kottis Remix)                                       | (Clarke/Bell) | 5:31     |  |

| The Neon Remixed cd 2 |                                                                       |               |          |  |
| N.º                   | Título                                                                | Escritor(es)  | Duración |  |
| 1.                    | «Secrets» (Kim Ann Foxman’s Heaven Mix)                               | (Clarke/Bell) | 5:56     |  |
| 2.                    | «No Point in Tripping» (Can Love Be Synth Remix)                      | (Clarke/Bell) | 6:21     |  |
| 3.                    | «Hey Now (Think I Got A Feeling)» (Hifi Sean Dub)                     | (Clarke/Bell) | 5:43     |  |
| 4.                    | «Careful What I Try to Do» (Brixxtone Synthwave Dub)                  | (Clarke/Bell) | 4:39     |  |
| 5.                    | «Nerves Of Steel» (Gareth Jones' ElectroGenetic Terabyte of Love Mix) | (Clarke/Bell) | 8:22     |  |
| 6.                    | «Kid You’re Not Alone» (Paul Humphreys Remix)                         | (Clarke/Bell) | 5:18     |  |
| 7.                    | «Secrets» (Octo Octa’s Psychedelic Visions Disco Dub)                 | (Clarke/Bell) | 14:09    |  |

### Edición en vinilo
The Neon Remixed – Vinyl Tracklist:

A1. Secrets

A2. Hey Now (Think I Got A Feeling) (Hifi Sean Remix)

A3. Nerves of Steel (Andy Bell & Gareth Jones’ Sapphire and Steel Mix)

B1. Fallen Angel (Saint Remix)

B2. No Point in Tripping (John “J-C” Carr & Bill Coleman 808 BEACH Extended Remix)

B3. Shot A Satellite (GRN Extended Remix)

C1. Tower of Love (BSB’s Stella Polaris Remix)

C2. Diamond Lies (Armageddon Turk Extended Remix)

C3. New Horizons (Matt Pop Extended Remix)

D1. Careful What I Try to Do (Brixxtone Extended Remix)

D2. Kid You’re Not Alone (Theo Kottis Remix)

D3. Nerves Of Steel (Gareth Jones’ ElectroGenetic Terabyte of Love Mix)

## Créditos
Todos los temas fueron escritos por Vince Clarke y Andy Bell.

## Datos adicionales
Esta es la tercera ocasión en la que Erasure realiza un álbum de remezclas, pero, por primera vez lo hace de manera independiente (a diferencia de lo que sucedió con el de The Violet Flame Remixes que fue editado conjuntamente con el álbum original) y sin incluir temas en vivo, como con The Two Ring Circus.